# Saint Léon (roman)
 (février 2022).
Si vous disposez d'ouvrages ou d'articles de référence ou si vous connaissez des sites web de qualité traitant du thème abordé ici, merci de compléter l'article en donnant les références utiles à sa vérifiabilité et en les liant à la section « Notes et références ».
Pour les articles homonymes, voir Saint Léon.

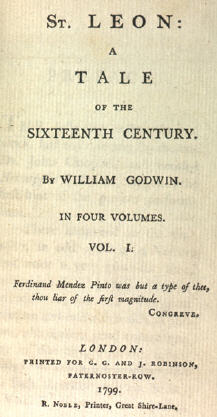
Page de titre de la première édition de Saint Léon.

Saint Léon (ou St.-Léon) : Un conte du seizième siècle (1799) est le deuxième roman de William Godwin, philosophe britannique du XVIIIe siècle.
Après le succès de Les choses comme elles sont, ou Les aventures de Caleb Williams (1794), Godwin a cherché un sujet qui pourrait captiver son imagination autant que ses précédents travaux. Saint Léon est l'histoire d'un aristocrate français, le comte Reginald de Saint Léon, qui perd toute sa fortune au jeu et éprouve une culpabilité qui le conduit presque à la folie. Il accepte d'un étranger mourant le secret de l'élixir de la vie et le pouvoir de multiplier ses richesses ce qui le conduit finalement à la errance en marge des êtres humains.

## Intrigue
Le comte Reginald raconte l'histoire de sa vie en commençant par la mort de son père alors qu'il était enfant. Il fut élevé par sa mère, « une femme d'une compréhension plutôt masculine et pleine de préjugés sur la noblesse et la magnificence ».
Reginald a des notions grandioses sur l'honneur aristocratique et, inspiré par son oncle, le marquis de Villeroy, il participe à la guerre d'Italie de 1521-1526, espérant se faire un nom comme soldat à la bataille de Pavie. Reginald est fait chevalier par le roi François Ier alors qu'il combat avec les Français contre l'armée impériale espagnole ; mais le roi est capturé et emprisonné par Charles Quint. L'exil du roi change l'ambiance en France, passant de « l'activité des champs » aux « indulgences de la table ».
En revenant chez lui Reginald maintenant âgé d'une vingtaine d'années est contraint à la suite de la mort de sa mère de prendre en main ses propres affaires. Il est rapidement entraîné dans une vie de dépenses excessives, il prend des amants et fait des paris. Il vit ainsi pendant deux ans et dilapide rapidement sa fortune. Il connaît la belle et talentueuse Marguerite Louise Isabeau de Daville âgée de dix-neuf ans qui pendant son éducation s'est associée avec bénéfices à Clément Marot, Rabelais, Érasme et Jules César Scaliger ainsi qu'à Léonard de Vinci qui l'incita à dessiner.
Reginald courtise Marguerite, fille du marquis de Damville, mais sa réputation de joueur amène le marquis à l'avertir de se garder de se ruiner ainsi que sa fille. Le marquis leur permet de se marier mais à l'aube de ses trente ans Reginald vit au-dessus de ses moyens et à recommencé à jouer. Le marquis ne vivra pas assez pour voir ces événements.
Marguerite déménage sa famille en Suisse et rembourse les dettes de son mari en vendant ses biens. Elle essaie de le convaincre qu'une vie paysanne plus simple rendra toute la famille plus heureuse et plus vertueuse. Cependant, alors qu'ils commencent leur vie d'agriculteurs, leurs récoltes et leurs animaux sont détruits lors d'une violente tempête. Chamboulé par la vision d'une femme et un enfant morts, Reginald se rend compte de sa fortune en regagnant sa maison et en trouvant sa famille saine et sauve. Il renonce à son vieil amour pour l'argent et le statut social. Constatant les dégâts de la tempête, il se rend compte que sa nouvelle vie d'agriculteur dont il vit a plus de valeur que ce qu'il imaginait même si elle est sujette aux caprices de la chance. Cette intrigue permet à Godwin un espace pour disserter sur les coutumes suisses de garder du maïs dans des entrepôts publics en cas de désastre naturel.
Reginald demande des fonds de solidarité et un décaissement du trésor public pour pouvoir réapprovisionner sa ferme. Mais il se voit refuser l'assistance au motif qu'il n'est pas suisse. Des fonctionnaires du gouvernement sont envoyés pour obliger la famille à quitter définitivement le pays, sans leur laisser le temps de vendre leur maison. Un voisin compatissant leur prête de l'argent contre la maison comme garantie, ils partent alors au Lac de Constance. Le voisin meurt et se faisant passer pour de la famille, Monsieur Grimseld leur dérobe leur maison. Reginald se risque à être arrêté en retournant en Suisse pour la réclamer car sa famille commence à mourir de faim. Grimseld est condamné à une amende pour escroquerie et Reginald reçoit de l'argent pour sa ferme.
Le volume 2 commence en 1544. Un vieil homme arrive dans la maison de famille au Lac de Constance prétendant être un vénitien appelé Francesco Zampieri mais sa véritable identité reste un mystère. Il est traqué par l'Inquisition. Zampieri révèle à Reginald le secret de l'immortalité et l'art de multiplier l'or. Une seule personne à la fois est autorisée à connaître ces secrets. Le secret de l'immortalité est un élixir fait d'herbes qui à l'ingestion procure jeunesse et vigueur. Il soigne les maladies mais ne peut sauver des blessures. Reginald se voit obligé à taire ce don bien que réticent à occulter un secret à sa femme, Zampieri meurt peu de temps après.
François Ier revient en France après son emprisonnement en Espagne, il trouve le pays en grande agitation, avec Charles V et Henri VIII d'Angleterre prêts à se disputer le nord de la France. Peu disposé à revenir à sa vie domestique simple, Reginald envisage de racheter les terres qu'il avait perdues ; mais pour faire croire qu'il a retrouvé sa fortune peu à peu et non de manière suspecte, il déménage à Constance et fait croire que Zampiera lui a légué 3 000 couronnes. Constance est en conversion protestante.
Reginald est rapidement amené à faire de grosses dépenses ce qui éveille les soupçons de son compatriote Gaspard de Coligny. Charles, le fils de Reginald, conscient de la honte qu'à apporté cette fortune aux origines inexplicables, renie son père et part. Marguerite est également méfiante et en déduit qu'il a trouvé la pierre philosophale. Reginald lui demande de ne pas le révéler et de ne plus poser de questions à ce sujet. Elle est malade mais comme l'élixir ne peut être bu que par un « adepte » il ne peut lui donner.
Les soupçons sur la fortune de Reginald grandissent au point que le magistrat le fait arrêter et interroger. On l'interroge sur la disparition de l'étranger et au sujet de sa nouvelle fortune mais il se refuse à coopérer. Monluc, un Français, arrive, et Reginald demande son aide. En enquêtant sur l'affaire, Monluc rencontre Marguerite. Reginald lui parle du nom honorable de Saint Léon, ce qui élimine le besoin d'explication et ainsi ne aucune raison. Monluc refuse de continuer à l'aider.
Marguerite conseille à Reginald de s'évader de prison. Il tente de corrompre un gardien de la paix, Hector, mais celui-ci se refuse à l'aider parce qu'il est fidèle au portier et lui rapporte le sujet. Le portier demande un pot-de-vin. Reginald lui remet une grosse somme, mais il l'emmène dans un cachot et l'enchaîne à un mur. Hector est emprisonné, car il est la seule personne au courant de la corruption. Le concierge lui demande plus d'argent et Reginald est obligé de lui faire confiance, il est cette fois libéré à la condition qu'il emmène Hector avec lui afin de le faire passer pour un complice.
Dans le volume 3, Reginald, sa famille et Hector partent pour l'Italie. Une nuit, alors qu'Hector et Reginald se promènent le soir et que la famille séjourne dans une auberge des Alpes, Reginald entend un homme crier et est attaqué par un gros chien noir. Le chien le mène auprès d'un homme blessé à mort. Reginald et Hector soignent ses blessures, et Hector retourne à l'auberge pour obtenir de l'aide.
Cet homme est Andrea Filosanto. Tandis qu'il apportait à sa mère sa pension de veuve il avait été agressé. Il meurt et le chien le pleure. Reginald garde le chien, Charon, comme membre de sa famille. Quelques mois plus tard, le chien trouve l'agresseur, qui est arrêté et qui avoue être l'un des voleurs ; il est jugé, reconnu coupable et exécuté.  
Reginald est installé à Pise, protégé par la famille Filosanto et celle de la femme qu'Andrea allait épouser, les Carracciouli, puissants sur le territoire pisan. Reginald passe du temps à pratiquer l'alchimie dans une grotte avec Hector comme assistant. Hector raconte les expériences à sa petite amie et Reginald acquiert rapidement une réputation de sorcier. Agostino, l'autre amant de sa petite amie, devient jaloux et décide de se venger.
Reginald commence à être évité et quelqu'un tire sur sa maison en pleine nuit. Le chien meurt et Hector est attaqué. Les soupçons de magie et l'origine africaine d'Hector sont le mobile de l'attaque. Tentant de se justifier auprès de la foule Reginald reçoit de la boue et est accusé de sorcellerie.
Il consulte alors la Marquise Filosanto tandis que le reste de la famille part pour Luca en direction de l'Espagne. Ils laissent Hector en charge de leur maison à Pise. Quand Reginald revient à Pise il découvre que la populace a brûlé sa maison et qu'Hector devenu fou s'est échappé des gardiens et est mort en la défendant. Hector avait été torturé par la foule pour des motifs clairement raciaux.
Marguerite fait une fausse couche à Luca. La famille poursuit jusqu'à arriver en Espagne et Marguerite meurt à Barcelone. Désœuvrée la famille continue jusqu'à Madrid. Là bas, les filles sont confiées aux soins de Mariana une vieille amie de leur mère. Reginald rachète les terres de sa famille en France, considérant cela comme un acte vertueux il se sépare progressivement de ses enfants. On leur suggère de penser et parler de lui comme s'il était mort. La famille ne localise toujours pas Charles.  
Reginald déménage à Madrid et passe du temps à étudier la philosophie naturelle et l'éthique. Deux hommes le suivent qui s'avèrent finalement être des informateurs de l'Inquisition. Il est arrêté et emprisonné pour sorcellerie. Philippe II revient en Espagne à la suite de son mariage avec la Reine Marie, il organise un autodafé à Séville. Philippe II voyage aussi a Valladolid pour assister à un autre autodafé durant lequel Reginald sera brûlé vivant. L'élixir de vie ne peut le protéger de ce châtiment.
Lord du voyage vers Valladolid depuis Madrid, un cheval prend peur et commence à ruer, dans la confusion Reginald s’échappe et rejoint la maison de Mardochée un juif converti au christianisme. Comme il avait convaincu le geôlier, membre d'une minorité opprimée, Reginald demande à Mardochée son aide pour échapper à l'Inquisition. Mardochée l’aide à changer de vêtements et part à la recherche des herbes nécessaires à l’élixir d’immortalité. À cet instant Reginald est visiblement plus vieux et il apparente avoir 80 ans. En buvant l’élixir il redevient aussi jeune et fringant que ce qu'il était le jour de son mariage. Il s'en va sans que Mardochée ne s'en rende compte. Lors de sa fuite, Reginald assiste accidentellement à l'autodafé et en est horrifié.
Au début du quatrième volume, Reginald rend visite à ses filles déguisé en marchand arménien. À ce moment-là, ça fait douze ans qu'il est parti. Louise a 28 ans et Marguerite (nommée ainsi en hommage à sa mère) en a 24 tandis que Julia est morte quatre ans après que son fiancé ait été emprisonné par son propre père alors qu'il prétendait l'épouser. Reginald feint avoir rencontré leur père et les informe de sa propre mort. Il espère que le certificat de décès lavera le déshonneur qui pèse sur sa famille.
Reginald part pour la Hongrie et obtient une maison à Buda, avec l’intention d’utiliser son argent pour revitaliser l’économie après les ravages d’une longue guerre. Il est charitable envers les pauvres et devient marchand de maïs et architecte, il se fait nommer « le seigneur de Chatillon ». 366). Il a cependant des problèmes lorsque la demande de maïs devient trop élevée et que les gens soupçonnent qu’il manipule le marché pour son profit personnel.
Reginald se présente devant le pacha turc de Buda, Muzaffer Bey. Bey le tient responsable d'agitation civile et fait des recherches sur les origines inconnues de la fortune de Reginald. Reginald se voit forcé de le soudoyer. Il connaît alors Bethlem Gabor un misanthrope trafiquant d'armes Hongrois dont l'épouse et les enfants ont été assassinés. Comme Reginald, Bethlem passe beaucoup de temps à errer et ils partagent leurs souffrances et deviennent amis.
Les émeutes se relâchent lorsque les cultures que Reginald a ordonné de planter mûrissent et sont protégées avec succès par les soldats. Trois mois sont alors passés depuis que Reginald connaît Bethlem. Alors qu'il le rejoint pour voyager, Reginald est capturé par des pillards austro-hongrois. Il s'échappe et retrouve Bethlem qui sans avertissement l'emmène dans l’un de ses châteaux et l'enferme dans un donjon. Il est alors laissé sans nourriture pendant trente-six heures puis on l'enchaîne à un mur.
Bethlem lui donne les raisons de son hostilité : sans se rendre compte Reginald a aidé un de ses ennemis et que bien qu’ils aient tous deux subi la perte de leur famille, Reginald a fait le bien pour beaucoup tandis que Bethlem a fait le contraire. Bethlem en ressent de la gêne. Reginald essaie de payer Bethlem pour le laisser partir et demande un coffre qu’il a dans sa maison. Bethlem ouvre le coffre et découvre qu’il contient des fournitures alchimiques. Il lui demande de l'or et lui fait comprendre qu'il le maintiendra Reginald enfermé pour toujours afin qu'il le pourvoie en or.
Dans le donjon, Reginald rêve qu’il est sauvé par un chevalier en armure, qui devient une ange femelle, et qu’ils s’enfuient ensemble en laissant derrière eux le château en feu. Quelque chose de similaire se réalise: Bethlem arrive dans la cellule de Reginald pour lui dire que le château est assiégé et qu’il regrette de l’avoir retenu captif. Bethlem indique à Reginald les moyens de s’échapper, lui faisant promettre qu’il ne le fera pas avant vingt-quatre heures. Reginald attend six heures, et se justifie au motif que cette promesse lui a été forcée. Il passe deux heures essayant de sortir des cavernes mais constate qu'il trouve ses propres marques laissées sur les murs qui ne lui sont d'aucune aide.  
Il entend un cri fort qui le fait sursauter, il arrive à la conclusion qu’il est proche de la sortie. Mais beaucoup de fumée le convainc d’attendre avant d’essayer de partir, et il retourne dans les donjons, risquant d’être étouffé. Il se cache dans une autre cellule que celle dans laquelle il était au cas où Bethlem reviendrait. Finalement, Reginald quitte le château en ruine et s’approche de quelques soldats. Il reconnaît immédiatement son fils Charles qui a changé son nom en Damville. Charles a alors trente-deux ans. Ruminant ce qui s’est passé, Reginald ne peut en vouloir à Bethlem de ses hostilités et remords et lui pardonne. Charles ne reconnaît pas son père tandis que les autres soldats remarquent sa ressemblance.
Dans l’intention de ne pas déshonorer son fils, Reginald adopte le nom d’Héry d’Aubigny. Charles et Reginald deviennent rapidement amis, et Charles raconte son histoire. Il combat les Turcs et préfère ne pas participer aux guerres entre protestants et catholiques. Il est également à la recherche de Chatillon de par son amitié connue avec Bethlem Gabor. Reginald ne lui révèle pas que Chatillon c'est lui. Charles raconte qu’il a combattu avec le général Castaldo à la bataille de Mühlberg en 1547 et qu’il l'a servi pendant sept ans. Il se rappelle le site d'Erlau (Eger en Hongrie), et fait remarquer le courage des femmes de la ville, ainsi que celui de Ziget (Sisak en Croatie). Ziget était gouverné par Horvati, un chrétien, et assiégé par le pacha turc de Buda. Le pacha perdit le siège et mourut de chagrin et d'humiliation.  
Bien que Charles sympathise beaucoup avec son fils et soit fier de ses réalisations, il le considère dans son rôle de guerrier chrétien comme du fanatisme religieux. Charles tomba amoureux de Pandora, la nièce du comte hongrois Nasdati, qu'il rencontre pour la première fois alors qu'elle est âgée de quatorze ans. Le père de Pandora mourut à Ziget, la laissant orpheline et pauvre, et Nasdati préfère que Charles épouse l'une de ses propres filles. Charles se rend compte qu'il ne peut subvenir aux besoins d'une épouse avec son salaire et a besoin du consentement de l'oncle. Reginald voit Pandora et est frappé par sa beauté, son bon jugement et son naturel. Il est déterminé à user de sa fortune pour leur permettre de se marier mais doit trouver un subterfuge pour que cela paraisse crédible. Reginald découvre que la mère de Pandora était vénitienne et que l'oncle de sa mère avait navigué avec l'explorateur chrétien Francisco Pizarro pour conquérir le Pérou. L'oncle mourant durant la mission, elle n'avait pas reçu sa part du trésor. Pandora étant son seul parent vivant, elle aurait hérité de ce trésor.
Reginald rencontre, par hasard, un homme, Benedetto Cabriera, qui avait navigué sur le même navire et qui avait perdu sa fortune à la suite d'une série de déboires. Reginald la paie pour prétendre que l'oncle de Pandora avait reçu sa part et qu'il en avait hérité. Tandis qu'il attendant que Benedetto arrive en Hongrie avec l'argent, Reginald apprend que Charles a rejeté Pandora la pensant, à tort, amoureuse de Reginald et que c'est une séductrice sans sentiments. Pandora explique à Reginald qu'ils ne doivent plus se revoir, Charles les interrompt et elle s'évanouit et tandis que Reginald la retient les soupçons de Charles s’accroissent. Charles se plaint auprès d'eux, les laissant sans voix.
Reginald aspire à dire à son fils la vérité sur son identité et apprend la plus grande leçon sur la solitude : plus que d'être dans un donjon, la solitude est d'être séparé de ton fils. Reginald part pour Bratislava et retrouve Charles alors en route pour escorter Marie la Reine des Écossais dans son pays natal. Charles confronte son père avec une lettre d'Andrew, comte de Bathory, l'accusant d'être Chatillon mais aussi un alchimiste. Il lui déclare avoir perdu son père à cause de l'alchimie et le provoque en duel. Reginald accepte mais quitte Bratislava avant l'heure convenue.
Charles et Pandora se réconcilient, le reste de l'histoire de Reginald se concentre sur le développement des qualités de Charles et sur l'expression de ses propres regrets d'avoir réalisé trop tard l'importance de sa famille.

## Thèmes
Le roman explore les thèmes de l'immortalité, des affections privées, telles que l'amour et l'amitié, ainsi que l'honneur et la religion. Dans un roman historique d'une grande portée et violence, Godwin réunit des éléments du roman domestique, du roman philosophique et du fantastique. Plus que dans le précédent roman, Caleb Williams, celui-ci expose les hypothèses philosophiques de Godwin, montrant les tensions entre l'aspiration à la grandeur et les affections familiales ainsi que la désintégration de la responsabilité sociale effective.

### Argent
Ce roman traite un large éventail d'affaires reliées à la richesse. D'abord par son discours contre le jeu, le considérant comme une perte de ressources et de temps pour les personnes qui devraient faire quelque chose de plus utile avec leur fortune. Deuxièmement, redéfinissant la pauvreté suggérant qu'il y a une certaine noblesse dans la vie simple. Bien qu'il constate les avantages de la vie paysanne, le roman souligne que l'éducation est également importante ; ainsi, la famille aristocratique vivant dans des circonstances inférieures a l'avantage d'avoir développé son esprit et de vivre d'une manière qui n'opprime personne. Troisièmement, le roman témoigne du pouvoir de la richesse. Les idées exprimées dans le roman sont ainsi du même acabit que celles apparaissant dans Justice politique de Godwin (1793). Reginald réfléchi sur « la faiblesse et le besoin sont les parents du vice ». Lorsqu'il est enfin en mesure de donner bon usage à sa capacité à multiplier l'or : il assure l'avenir de ses filles, puis se rend à Buda pour aider à stimuler l'économie d'après-guerre avec un programme de construction. Quand il retrouve son fils Charles il peut doter sa future épouse sans qu'ils le sachent. Où qu'il aille, Reginal se confronte aux problèmes résultant d'une fortune excessive aux origines inconnues. Godwin aborde ici, la question de la surveillance sociale, le problème du secret et le sujet récurrent de l'or maudit.

### Liberté et intolérance
Le roman pose les questions « quels sont les vrais besoins pour être vraiment libres ? » et « qu'est-ce que l'oppression ? ». La perte de son argent peut sembler être un désastre pour Reginald mais sa femme, Marguerite, philosophe que cette perte leur donne moins de pouvoir pour opprimer des personnes en les engageant comme domestiques et les rend eux-mêmes plus libres. Elle raisonne disant que les gens cultivés qui vivent comme des paysans sont les plus heureux, car ils ne réduisent pas les gens en dessous d'eux à un état de servitude, et ne le sont pas par leurs propres maisons et mode de vie. L'étranger qui donne les secrets à Reginald et lui-même sont pourchassés par l'Inquisition pour sorcellerie. Plusieurs fois dans la narration, Godwin disserte sur le pouvoir et les qualités impensables du comportement harcelant. Il explore également l'intolérance raciale à travers la torture et l'assassinat d'Hector, le servant africain et la peur exprimée par Mardochée, l'espagnol juif converti au christianisme. Reginald sollicite leur aide affirmant qu'ils avaient tous deux subi le même type d'oppression que lui. Godwin dédie également beaucoup de temps à explorer le sort des immigrants et des réfugiés. La famille Saint Léon est plusieurs fois déportées et apprennent que les préjugés des hommes sont nettement défavorables à un nouveau venu : un émigré ayant laissé ses précédentes relations et scènes de jeunesse. Ils sont inévitablement poussés à croire que le fait qu'il s'installe dans un autre pays doit être dû à un caprice faible et discréditant, s'il n'est pas dû à quelque chose de plus désavantageux encore dans son caractère.

### Honneur et mérite
L'honneur et le mérite sont des thèmes centraux dans Caleb Williams. Encore une fois, Godwin décortique la réputation aristocratique en la comparant au mérite intrinsèque. Comme Falkland dans Caleb Williams, Reginald a été éduqué à se considérer comme digne d'admiration et reconnaissances. Il apprend que la valeur d'un homme repose sur ses qualités intrinsèques et que l'honneur de s'hérite pas mais qu'il faut le gagner et le démontrer à travers d'actions. Alors que Godwin associe l'honneur aristocratique à la vanité et l'apparat, le roman fait sentir que le comportement vénérable est apprécié comme indication de la loyauté, des actions justes et de l'ouverture d'esprit.

### Genre
Jusqu'à un certain point, le roman conserve des idées traditionnelles concernant les différences entre hommes et femmes. Les femmes sont louées pour leur beauté et les hommes pour leur bravoure. En revanche, Marguerite est présentée comme une femme exceptionnelle et inhabituellement courageuse, rationnelle et indépendante. Marguerite suggère que comme épouse elle doit être considérée comme un être humain à la paire et que cela signifie l'ouverture entre eux-deux. Dans la lignée de Godwin dans Justice politique, Reginald s'attaque à ce qu'il considère comme les manières efféminées chez les hommes, notamment chez les hommes inactifs, émotifs ou lâches. L'étranger, Zampieri, critique Reginald pour penser ne pas pouvoir cacher un secret à sa femme, l'appelant faible et efféminé ainsi que marionnette d'une femme. Reginald accepte de garder le secret, mais maintient toujours que lui et sa femme sont les deux moitiés d'une même âme, et craint, à juste titre, que le secret n'entraîne une séparation émotionnelle.

## Influence
Saint Léon a influencé le roman gothique St. Irvyne ou El Rosicruz (1811), par le futur gendre de Godwin, Percy Bysshe Shelley, et Frankenstein ou le Prométhée moderne (1818), dédié à Godwin et écrit par sa fille, Mary Shelley.
Saint Léon a inspiré l'œuvre théâtrale de J.D. Burk Bethlem Gabor, Le seigneur de Transylvanie, ou L'homme qui haïssait les dignitaires : un drame historique (1807). Le révérend John Hobart Caunter, un ami de Godwin, a également adapté le roman pour la scène, avec le titre St. Léon : un drame en trois actes (1835).